# Terriers de Portage
Les Terriers de Portage  sont une équipe de hockey sur glace de la Ligue de hockey junior du Manitoba. L'équipe est basée à Portage la Prairie dans la province du Manitoba au Canada.

## Historique
L'équipe est créée en 1942.

## Palmarès
| Épreuve                   | Date                                     |
| ------------------------- | ---------------------------------------- |
| Coupe Turnbull            | 1942, 1973, 1990, 2005, 2008, 2009, 2011 |
| Coupe Abbott              | 1942 & 1973                              |
| Coupe Memorial            | 1942                                     |
| Coupe Anavet              | 1973, 2005, 2011                         |
| Coupe de la Banque royale | 1973                                     |
| Coupe Keystone            | 1984                                     |